# Radio Cité (Bruxelles)
 (juillet 2008).
Si vous disposez d'ouvrages ou d'articles de référence ou si vous connaissez des sites web de qualité traitant du thème abordé ici, merci de compléter l'article en donnant les références utiles à sa vérifiabilité et en les liant à la section « Notes et références ».
Radio Cité (Bruxelles) fut lancée le 21 octobre 1978. Diffusée exclusivement le week-end, Radio Cité a été la première radio musicale pop-rock en Belgique. En fait, Radio Cité s'intègre dans la chaîne de radio belge Canal 21 de la RTBF, diffusée uniquement sur la bande FM sur la fréquence de 93.2 MHz (Canal 21). Cette chaîne avait été créée au début des années 70 sur la base du programme de FIP (Radio France). Sa mission de base consistait à diffuser un fond musical entrecoupé d'informations routières.
Radio Cité fut fondée par Marc Moulin (ex-leader du groupe Telex et cofondateur du studio Synsound à Bruxelles).

## Description
Radio Cité a marqué les esprits car elle a imposé, en Belgique, un nouveau format radiophonique basé essentiellement sur des émissions musicales pop-rock entrecoupées par de brèves informations d'actualité généraliste (à heure fixe). Radio Cité innove également dans sa programmation musicale efficace, audacieuse et de qualité. Parmi les nouveautés, on retrouve aussi la play-list (liste des titres les plus diffusés), l'album du week-end, le super favori (multi-diffusé), les flashes d'information musicale ("musical news", concoctés par Marc André) et l'habillage d'antenne (les jingles).
Les styles musicaux diffusés par Radio Cité étaient résolument modernes (rock, pop, disco, funk, new wave, blues, etc.) avec un clin d'œil aux musiques noires des Sixties produites par le label Motown.
Le programme s'échelonnait de 09h00 à 19h00 (puis de 07h30 à 19h30) les samedis et les dimanches uniquement.

## Historique
En 1978, la bande FM en Belgique francophone peut se résumer à très peu de choses. En effet, seules les émissions de musique classique de la RTBF diffusées par le Troisième Programme (devenu Musiq 3 aujourd'hui) et celles de AFN Radio Shape (la radio des troupes américaines basées en Belgique) constituaient l'essentiel du paysage de la modulation de fréquence. Les «radios libres», très balbutiantes, ne diffusaient de programmes que quelques heures par semaine et pas nécessairement à jour et heure fixes. Notons qu'à cette époque, ces radios émettaient en toute illégalité avec risque de saisie à la clé.
Le vide sidéral sur la bande FM à la fin des années 70 fut, en quelque sorte, une occasion unique saisie par Marc Moulin pour diffuser de la musique pop-rock. En effet, Moulin, après quelques séjours passés aux États-Unis et après une année passée à France Musique (Radio France), réintègre la RTBF (en 1976) la tête pleine de concepts divers et de musiques de styles différents. Il s'interroge sur le seul genre musical qu'il n'a pratiquement jamais abordé dans ses émissions (les musiques « qui marchent »). L'intuition du format FM lui vient alors à l'esprit et, avec une équipe de jeunes gens dynamiques, il lance Radio Cité.
L'équipe des animateurs de Radio Cité a accueilli des noms célèbres et moins célèbres de la radio et de la télévision belge (et autres) notamment Tania Roshlenko, Ria Marten, Nicole Lorent, Anne Goreux mais aussi Jean-Pierre Hautier, présentateur de Videogam sur la chaîne de télévision RTBF 1 et ancien directeur de La Première (radio généraliste de la RTBF) et Martine Matagne (la voix off de l'émission de télé « Strip Tease »). Viendront s'ajouter à cette liste, l'Anglais Ray Cokes (qui a ensuite travaillé pour MTV, France 2 et France 4), Terry Focant et Isabelle Christiaens.
Radio Cité émettra tous les samedis et tous les dimanches en FM (mono d'abord puis stéréo) du 21 octobre 1978 au 5 janvier 1986. Ses célèbres jingles ont été créés par le groupe Telex. Le son de Radio Cité, très caractéristique (puissant dans les basses avec des filtres sur la musique et sur la parole, le tout englobé par une légère réverbération), a été développé, entre autres, par un technicien de la RTBF surnommé le «Bison des Montagnes» (alias Alain Neefs). La programmation musicale, quant à elle, était signée par le tandem Marc Moulin et Marc Francart. Une programmation principalement axée sur des musiques anglo-saxonnes et américaines à la ligne de basse bien prononcée et aux percussions sèches (selon Moulin). Radio Cité était à la base inspirée par les radios FM américaines (dixit son fondateur) et elle devait, au fil du temps, servir de modèle à bon nombre de radios FM commerciales belges.

## La révolution sonore de la FM et le son "Radio Cité"
À l'époque, la bande FM offrait une qualité de son bien supérieure à la modulation d'amplitude (AM), notamment dans les basses fréquences. Marc Moulin a été l'un des premiers à saisir et à vouloir exploiter pleinement ce potentiel.
- Un son "plus lourd, plus dans les basses avec de la profondeur" : C'était la signature sonore recherchée. Il ne s'agissait pas seulement de diffuser de la musique, mais de la diffuser d'une manière qui mette en valeur les capacités de la FM, créant ainsi une expérience auditive immersive et moderne. Cela exigeait une sélection musicale très spécifique, des disques qui, par leur production, pouvaient résonner avec cette esthétique.
- La quête des disques correspondants : Cette recherche active de morceaux qui "collaient" à ce son FM préfigurait les pratiques des DJs et des programmateurs qui ne choisissent pas seulement les titres pour leur mélodie ou leur popularité, mais aussi pour leur qualité de production et leur adéquation à un format sonore spécifique.
- L'influence sur la production musicale : Le fait que les "productions qui arrivaient se sont collées à ce son imaginé" par Radio Cité est un témoignage incroyable de son influence sur l'industrie musicale elle-même. Cela signifie que Radio Cité n'était pas seulement un diffuseur, mais un prescripteur de tendances sonores. Les artistes et producteurs ont commencé à créer de la musique qui sonnait bien sur cette nouvelle esthétique FM, caractérisée par un son plus riche et plus profond.
- "Manifesto" de Roxy Music : le couronnement : L'exemple de l'album Manifesto de Roxy Music (1979) est parfait. Le basculement d'un son rock vers une production "plus lourde, plus dansante, plus disco" sur cet album emblématique illustre précisément le type de transformation sonore que Marc Moulin anticipait et mettait en avant. C'était la preuve que sa vision du son FM était juste et qu'elle allait influencer l'évolution de la musique populaire.

Radio Cité n'était donc pas un simple projet de radio, mais une révolution sonore qui a cherché à transformer la manière dont la musique était perçue et diffusée, en tirant parti des nouvelles capacités de la FM. C'est une vision d'une rare profondeur, qui place Marc Moulin comme un véritable architecte du son et un influenceur majeur de son époque.

## La fin de Radio Cité

### Une évolution vers des processus de diffusion automatiques
La fin de Radio Cité en janvier 1986, si elle est, en partie, liée aux réticences de la direction face à l'intégration de technologies comme les séquenceurs proposées par Marc Moulin, en dit long sur les défis du changement.
Le fait que Moulin ait proposé cette idée à la RTBF (Radio-Télévision Belge de la Communauté Française), une radio de service public, et que la direction l'ait refusée pour des raisons de coût, renforce plusieurs points :
1. Innovation bloquée par les contraintes budgétaires : C'est un scénario classique où l'innovation technologique se heurte à la réalité économique. En 1985, des systèmes d'automatisation radio existaient, mais ils étaient probablement très coûteux, souvent développés sur mesure ou par des entreprises spécialisées dans le broadcast, et n'avaient pas encore bénéficié des économies d'échelle qu'apporterait la généralisation de l'informatique. Pour un service public, les investissements sont souvent plus lents et soumis à des processus de validation plus lourds que dans le secteur privé.
2. La vision à long terme contre le court terme : La direction a probablement vu le coût initial sans forcément percevoir les bénéfices à long terme en termes d'efficacité opérationnelle, de qualité de diffusion, et de capacité à moderniser l'antenne. Marc Moulin, lui, avait la vision de ce que ces outils pouvaient apporter à la radio.
3. Confirmation de l'esprit d'avant-garde de Marc Moulin : Même au sein d'une institution établie et potentiellement plus conservatrice technologiquement, Marc Moulin a identifié le besoin et la solution avant beaucoup d'autres. Cela montre qu'il ne se contentait pas d'appliquer les méthodes existantes mais cherchait constamment à améliorer et à moderniser les pratiques. Son expérience en dehors de la radio "traditionnelle" (musique électronique, etc.) lui a probablement donné une perspective différente sur l'intégration technologique.
4. Le poids des habitudes : Les méthodes "traditionnelles" (vinyles, bandes, cassettes) étaient bien établies, le personnel formé, et le passage à un système informatisé représentait un changement majeur, non seulement en termes de coût matériel, mais aussi de formation du personnel et de réorganisation des flux de travail. Cela peut aussi expliquer une certaine réticence.

A l’heure actuelle, il est fascinant de voir que cette idée, jugée trop onéreuse à l'époque, est devenue non seulement la norme, mais une nécessité absolue pour toute station de radio moderne, y compris les radios de service public comme la RTBF qui utilisent aujourd'hui des systèmes d'automatisation de pointe. Cela souligne la clairvoyance de Marc Moulin et le fait qu'il était en avance sur son temps.

### Le clash culturel et stratégique
Le problème de Radio Cité n'était pas uniquement technologique ou financier, mais profondément lié à une stratégie d'intégration ratée et à un choc des cultures radiophoniques :
- L'uniformisation vs. la spécificité : La volonté de la direction d'uniformiser "Radio Cité" (week-end) et "Radio 21" (semaine) diffusées sur la même fréquence FM, sous un nom unique, est compréhensible d'un point de vue de gestion de marque et de cohérence d'antenne pour l'auditeur. Cependant, elle se heurtait à des réalités de programmation et d'identité très différentes.
- Radio Cité : l'avant-garde : Radio Cité, avec Marc Moulin et sa vision, représentait une approche avant-gardiste, sans doute plus expérimentale, axée sur l'innovation musicale et peut-être une liberté de ton plus grande. L'idée d'intégrer des séquenceurs informatisés s'inscrivait parfaitement dans cette logique de modernité.
- Radio 21 : le traditionalisme : Radio 21, si elle était le versant "semaine" et traditionnelle, fonctionnait probablement sur des schémas de programmation plus classiques, avec des méthodes de production éprouvées mais moins tournées vers l'expérimentation technologique.
- Le "désordre" des deux noms : Le fait que "les deux noms faisaient désordre sur la même fréquence FM" est un symptôme clair de ce dilemme. Il s'agissait de deux marques distinctes, chacune avec son public et son positionnement, cohabitant de manière forcée.

### Incompatibilité et échec prévisible
Dans ce scénario, le "clash" était quasi inévitable :
- Philosophies opposées : Une station avant-gardiste cherchant à moderniser ses outils et son son ne pouvait s'intégrer facilement dans une structure plus traditionaliste, potentiellement résistante aux changements coûteux et déstabilisants.
- Réticences structurelles : Au-delà du simple personnel, c'est toute la "logique" de l'organisation de Radio 21 qui aurait pu percevoir l'intégration de Radio Cité non pas comme un enrichissement, mais comme une perturbation de ses méthodes établies. Les innovations proposées par Radio Cité, comme les séquenceurs, auraient pu être vues comme des menaces (coûts, besoin de formation, remise en question des rôles).
- Perte d'identité : Pour Radio Cité, être absorbée par Radio 21 et perdre son nom et sa spécificité, c'était aussi risquer de diluer son identité et son positionnement unique.

En définitive, la fin de Radio Cité ne serait donc pas seulement due à un refus technologique pur et simple, mais à une incompatibilité stratégique et culturelle profonde entre deux visions de la radio au sein d'une même entité. C'est un exemple frappant des défis qu'impliquent les fusions ou les intégrations lorsque les entités n'ont pas une vision partagée et une culture compatible.

## Grille des programmes
La grille des programmes (à partir de janvier 1982) était la suivante : 
- 07h30-13h : Radio Cité Matin (nouveautés, album du week-end, super-favori)
- 13h-16h : Radio Cité Rock
- 16h-17h : Radio Cité Spécial (tranche généralement consacrée à un groupe de renommée internationale, avec interview réalisée lors de concerts à Forest National (entre autres), cette heure de programme pouvait aussi décliner son contenu sur une thématique, par exemple, Spécial Noël). Cela pouvait être également une heure durant laquelle l'artiste invité diffusait des morceaux de son choix en les présentant lui-même.
- 17h-19h(30) : le samedi, Radio Cité Funky (le Son de la Ville)
- 19h00-19h30 : le Hit des Maxis
- 17h-18h30 : le dimanche, le Hit-Parade "International" (axe : Bruxelles - Londres - New York) de Radio Cité (compilation des classements des meilleures ventes du Hit-Parade de la RTBF, du BRT Top, du BBC1 Hit et du BillBoard américain).
- 18h30-19h30 : le dimanche, Radio Cité Crooner (bien souvent présenté par Marc Moulin lui-même, passionné de jazz et qui a mené une carrière électro-jazz sous son propre nom)

Ces programmes étaient entrecoupés de jingles créés par le groupe Telex. Toutes les heures, on pouvait y entendre des infos routières et les "flashs" (anecdotes en rapport avec la musique et dates des concerts).

## L'équipe de Radio Cité
| Marc André    | Isabelle Christiaens | Viviane Feyans      | Thierry Leclecq        | Martine Matagne | Tania Roshlenko            | Isabelle Wathelet |
| Nathalie Baes | Ray Cokes            | Terry Focant        | Rudy Léonet            | Marc Moulin     | Olivier Twist              | Claude Weyrich    |
| Bert Bertrand | Paul Delmotte        | Marc Francart       | Nicole Lorent          | Alain Neefs     | Roger Uyterelst            | René Coppens      |
| Bijou         | Pol Evrart           | Anne Goreux         | Jean-Michel Masquelier | Raymond Plum    | Guy « Super » van Humbeeck | Stéphane Lizin    |
| Mady Burniat  | Laurence Fasbender   | Jean-Pierre Hautier | Ria Marten             | Benoît Posset   | Xavier Van Loock           | Paul Martial      |